# Embarazo prolongado
Se designa como embarazo prolongado (EP) a todo aquel cuya duración es mayor de 294 días o 42 semanas. Su frecuencia de presentación según los reportes de la literatura fluctúa entre el 4-14% para las 42 semanas y entre 2-7% para las 43 semanas de edad gestacional.

## Historia
En 1902 Ballantyne fue el primero en describir el problema que significaba el embarazo postérmino en la práctica obstétrica moderna. Lo definía: “El infante posmaduro ha permanecido mucho tiempo intra-útero; ha sido tanto, que es difícil su nacimiento con seguridad para él y su madre” .

## Diagnóstico
La condición sine qua non para un adecuado diagnóstico es la confiabilidad de la edad gestacional de la paciente.
Se debe recordar que la ecografía gestacional del tercer trimestre no es útil para realizar el diagnóstico de embarazo prolongado y con respecto a la edad gestacional por amenorrea se deben tener en cuenta los criterios de no confiabilidad como son: Ciclos menstruales irregulares, antecedente de consumo de anticonceptivos orales durante los tres meses previos a la fecha de la última menstruación y fecha de la última menstruación durante la lactancia. Una ecografía gestacional precoz sirve para calcular adecuadamente la edad gestacional.

## Complicaciones
Su importancia está dada por la morbimortalidad a la cual se expone el binomio madre-feto.
Los principales problemas son:
1. Aumento de la mortalidad perinatal.
2. Sufrimiento fetal agudo intraparto.
3. Síndrome de aspiración de meconio. Complicación con alto índice de morbimortalidad.
4. Traumatismo fetal y materno. Debido principalmente a la macrosomía fetal y a las dificultades para el parto que ello conlleva: cefalohematomas, Caput succedaneum, distocia de hombros, fracturas, desgarros perineales, etc.
5. Síndrome de posmadurez o dismadurez. Descrito por Klifford en 1954. Con una incidencia de presentación del 5-10% para los casos de EP. Consistente entre otras en: Disminución de la grasa subcutánea que conlleva a una piel arrugada. Tinte amarillo o verdoso de la piel, el cual depende del tiempo al cual ha estado expuesto el feto al meconio.

## Etiología
Los elementos esenciales para el parto normal son multifactoriales requiriéndose una secuencia de cambios que empiezan por el feto: madurez cerebral, pulmonar y renal, funcionamiento adecuado de su sistema hormonal (hipófisis, hipotálamo, adrenales), funcionamiento placentario y continúan con la madre con la función de la decidua, el miometrio y los procesos para la madurez cervical.
Desde ese punto de vista, las principales causas del embarazo prolongado son:
Demora en la maduración del cerebro fetal, la cual puede explicarse por una variación biológica o por un defecto intrínseco.
Deficiencia o ausencia del sistema hipotálamo-hipófisis, como es el caso de la anencefalia.
Deficiencia o ausencia del sistema adrenal, como es el caso de la hipoplasia congénita de las glándulas suprarrenales.
Carencias en la función placentaria, como es el caso de la deficiencia de la sulfatasa placentaria la cual conlleva un nivel bajo de estrógenos. Como consecuencia se altera la maduración cervical.
Falla en la función de las membranas fetales: La decidua es rica en prostaglandinas PGs, principalmente la PGF2a, El amnios también es rico en PGs principalmente PGE2, por el contrario el corion cataboliza las PGs por medio de la 15 hidroxi-prostaglandin deshidrogenasa. Lo anterior hace que un desbalance en este sistema expresado en una deficiencia en la producción de PGs lleve a una demora en la maduración cervical.
El miometrio cumple su papel al ser inhibido por la progesterona y el AMPc y estimulado por las PGs, el calcio y la oxitocina. La Ig A al ser un inhibidor de la fosfolipasa A2 también altera la producción de PGs y en consecuencia la maduración cervical. Un desbalance en estos elementos además de una deficiencia de receptores para las PGs y la oxitocina pueden explicar el embarazo prolongado.
Los factores cervicales fueron explicados inicialmente por Danforth en 1947 al descubrir que el cérvix estaba constituido por fibras de colágeno y no por músculo liso como se consideraba en la antigüedad, dichas fibras de colágeno están formadas por cadenas de proteoglicanos que a su vez contienen glicosaminoglicanos, siendo el más abundante el condroitín y su epímero el dermatán sulfato, éstas son las que le brindan la consistencia rígida al cérvix.
Luego Uldbjerg y col. en 1983 definieron los cambios presentados durante el embarazo por el aumento de las enzimas colagenasas y neutrófilo elastasas, cuya fuente principal son los fibroblastos cervicales y los neutrófilos (Junqueira y col. 1980; Rath y col.1987) que hidratan y destruyen las fibras de colágeno. Las PGs son inductoras de la actividad de las colagenasas mecanismo por el cual contribuyen a la maduración cervical.
Otro factor descubierto recientemente, mediador de la cadena inflamatoria es la interleucina IL-8 la cual es un potente activador de los neutrófilos y por ende de la liberación de las colagenasas para la maduración cervical.

## Evaluación
Las pruebas de bienestar fetal que podemos utilizar para evaluar el embarazo prolongado son:
- No Stress Test (NST): El cambio más significativo en la disminución de la variabilidad latido a latido. No es el mejor método para la evaluación del embarazo prolongado pues deja de lado otros parámetros importantes y tiene una rata de falsos reactivos del 8%.
- C Stress Test: Es un método más adecuado para detectar el distress fetal por embarazo prolongado. Los principales hallazgos que se pueden presentar son las desaceleraciones variables y tardías.
- Índice de líquido amniótico: La morbilidad fetal en el embarazo prolongado depende en gran parte de la disminución del líquido amniótico, por lo tanto es un elemento importante a evaluar en todo EP. Se ha encontrado según reportes de la literatura, que un embarazo prolongado con oligoamnios tiene un alto riesgo de cesárea, tinciones de meconio, desacerelaciones en el monitoreo fetal, bradicardia y test de Apgar bajo.
- Perfil biofísico fetal: Se ha encontrado que el perfil biofísico, al combinar diferentes elementos en la evaluación como son: El NST, los movimientos respiratorios fetales, los movimientos fetales MF, el tono fetal y el volumen del líquido amniótico ILA, aumentan la sensibilidad en el diagnóstico del distress fetal por embarazo prolongado.
- Doppler de la arteria umbilical: Este método solo ha mostrado una sensibilidad del 7% para predecir el diagnóstico de distress fetal en embarazo prolongado, por lo tanto no está recomendado como método único en embarazo prolongado.

Se considera que el mejor método para evaluar el embarazo prolongado es el perfil biofísico, sobre todo para esta entidad. Las dos variables más importantes son el NST y el índice de líquido amniótico. Cuando se tienen en cuenta solo estas dos variables ha sido llamado el perfil biofísico modificado.

## Tratamiento
¿Se debe hacer manejo expectante con pruebas de bienestar fetal o se debe hacer manejo con inducción del parto? ¿A qué edad gestacional se debe inducir el parto: 40, 41, 42 o más semanas? Según el caso, existen elementos que pueden ayudar a responder estas preguntas:
- Madurez cervical (cuello maduro): No existe duda que si tenemos una paciente con cuello maduro y un índice de Bishop mayor de 4 es candidata a inducción. Si el cuello es inmaduro se tienen dos alternativas: maduración cervical con oxitocina o manejo expectante con pruebas de bienestar fetal.

- Edad gestacional:
  - 42 semanas o más: Con cuello maduro se debe inducir el trabajo de parto, con cuello inmaduro se debe madurar cuello e inducir el trabajo de parto.
  - 41 semanas de edad gestacional con cuello maduro se debe inducir.

- Cuello inmaduro: algunas escuelas consideran que se debe madurar e inducir el trabajo de parto, otras consideran que se debe manejar con pruebas de bienestar fetal hasta la semana 42 e inducir a esa edad gestacional.

- Resultado de las pruebas de bienestar fetal: Es obvio que si existe alguna alteración en las pruebas de bienestar fetal se debe terminar el embarazo por la vía mejor indicada independiente de la edad gestacional y la madurez cervical.